# Барнаул
Барнау́л (на руски: Барнаул) е град в Русия, административен център на Алтайски край от 1937 г. Градът се намира в Сибирския федерален окръг. Той е голям промишлен, научен и културен център. Населението му към 2016 г. възлиза на 635 585 души.

## Етимология
Съществуват няколко хипотези за произхода на името на града. Известният писател и местен историк Марк Юдалевич в една от своите публикации събира разпръснатите предположения и версии на различни изследователи. Общото между тях е, че навсякъде е посочено, че името Барнаул е или с тюркски или с монголски корени, но то може да се преведе по няколко начина. Дълго време е била разпространена версията, че думата „барнаул“ в казахския език се превежда като „хубаво пасище“ или е свързана с името на един от ковчежниците на Сибирското ханство – Барн. Но, според историците, това не са нищо повече от народни поверия, тъй като казаците нямат име, дори сходно на „Барн“, и освен това те никога не са достигали до региона на Горното Приобие, в който се намира града. За „хубаво пасище“ в езиците с монголски и тюркски корени си има дума – „джайляу“, така че и тази версия за името на града не може да се приеме.
Друга версия за произхода на името на града е свързана с името на реката Барнаулка, която на картите от края на 18 век се среща като „Бороноул“ или „Бороноур“. В някои документи от същия период реката е назована „Баранаул“, а на картата на Шелегин от 1745 г. дори е отбелязана като „река Барнаул“. Професорът от Томск А. П. Дулзон изказва предположение, че името на града се състои от две древни думи. Първоначалната форма на това място е „Бороноул“, където „боро“ произхожда от срещаната в много тюркски езици и монголския дума за „вълк“, а „ул“ на тюркските езици означава „река“. Следователно „Барнаул“ би трябвало да означава „вълча река“ или „вълче езеро“. Този вариант се подкрепя от факта, че в горския пояс, през който тече река Барнаулка по-рано са се срещали много вълци, а в района на изворите на реката са разположени множество езера. Освен това, вълкът е смятан за свещено животно сред жителите на Алтай. В течение на времето, приспособявайки се към руския диалект, думата става име на града.

## История
Археологическите находки свидетелстват, че първите поселения на територията на съвременен Барнаул се появяват още в каменната ера. На днешната територия на града са запазени 63 археологически обекти. Тези селища, могили и останки от населени места датират от най-ранни времена до Средновековието, като повечето от тях са разположени на левия бряг на река Об – в планинската част на Барнаул, в териториите на селищата Мохнатушка, Казьонная заимка и Гонба. До пристигането на руските заселници в Сибир, тук е имало древен град-крепост, наречен Абакша. От това място местното население е извършвало набези срещу съседите си, а гората от високи борове и реката са били естествена преграда за враговете. Официално за година на основаване на Барнаул се счита 1730 г., когато собственикът на мина Акинфий Демидов довежда в Алтай 200 крепостни селяни за строеж на заводи, но документално това е потвърдено през 1739 г., когато Демидов стартира строителството на фабрика за обработка на мед и сребро, което става стимул за развитието на селище около него. Към малкото селце Устбарнаулск започват да се стичат преселници от Централна Русия и Урал.
На 16 февруари 1748 г. Окръжната служба по мините, със съгласието на кабинета на императрица Екатерина Велика е преместена от Колван в Барнаул. През 1766 г., руският изобретател Иван Ползунов построява на брега на река Барнаулка първата парна машина в Русия, а през 1771 г. на Барнаул е присъден статут на град с преференции (според други източници това е станало през 1828 г.). Благодарение на този статут, независимо от отдалечеността си от столицата, градът се разраства, а от 1835 г. населението му вече е повече от 9000 души. Барнаул е изграден под влияние на архитектурата в Санкт Петербург. През 1764 г. отваря врати техническа библиотека, през 1776 г. – Барнаулският театър, а през 1827 г. – първата печатница. Благодарение на П. К. Фролов се създава краеведски музей – първият музей в Сибир. Отмяната на крепостничеството и изчерпването на природните ресурси водят до закриването през 1893 г. на Барнаулския завод. Градът се превръща в основен търговски център, развиват се и други производства: на кожи, свещи, тухли, бира и др. На 2 май 1917 г. в Барнаул избухва голям пожар. Пострадва градската архитектура, в пожара изгарят много от сградите, особено дървените постройки. На възстановяването на града от пожара пречи избухналата през същата година гражданска война.
На 7 декември 1917 г. в града е установена съветска власт, която впоследствие е свалена от белогвардейците на 18 юни 1918 г. Окончателно Барнаул е завзет от партизанската армия на Ефим Мамонтов на 9 – 11 декември 1919 г. Белогвардейците напускат града с надеждата да стигнат до Новониколаевск (сега Новосибирск). Невъзможно е било да останат в града – от всички страни настъпват сили на Червената армия, а в града партийната организация подготвя въстание. Отстъпвайки, край село Талменка Бялата армия попада в засада, подготвена от Първа Чумишка съветска партизанска дивизия, начело с Анатолий М. Ворожцов. През периода 20-те – 40-те години на ХХ век, развитието на Барнаул се определя от процеса на индустриализация и колективизация. В града се заселват жители от селата и малките градове наоколо, като Барнаул придобива статут на център на селското стопанство в региона. През 1932 г. е създадена най-големият в Западен Сибир завод за нитрати. Във връзка със създаването през 1937 г. на Алтайски край, Барнаул получава статут на административен център.
По време на Втората световна война в града са настанени трайно около сто промишлени предприятия от Москва, Ленинград, Одеса, Харков и други градове, окупирани от немските войски. Те стават основа за развитието на промишлеността в града. Според някои данни, около половината от патроните, използвани от Червената армия по време на войната, са произведени в Барнаулския металообработващ завод. Следвоенните години са белязани от индустриален бум и бързо застрояване на града. По това време площта на Барнаул се увеличава повече от два пъти, а за развитие на града и изграждане на нови квартали са избрани северното и северозападно направление. През 1980 г. с указ на Президиума на Върховния съвет на СССР на града е присъден Орденът на Октомврийската революция. След разпадането на Съветския съюз, във връзка с рязката промяна в политическата и икономическата среда в страната, най-големите промишлени предприятия в града се оказват на ръба на фалита. От предимно промишлен център Барнаул се преквалифицира в други области на икономиката: търговия, услуги, строителство и хранителна промишленост. Успоредно с това, остават проблемите с остарелия жилищен фонд и амортизирана пътна мрежа, която не може да се обслужва нарасналия автомобилен трафик.

## Географско положение и релеф
Градът се намира в лесостепната зона на Западносибирската равнина, в североизточната част на Приобското плато, в горното течение на река Об на левия ѝ бряг, там където река Барнаулка се влива в Об. От север и от изток Барнаул е обграден от руслото на Об, а от юг и запад – от борови гори. Разстоянието до Москва е 3419 km. Най-близкият голям град е Новосибирск (239 km). Географските координати на града са: 53°20' с.ш., 83°46' и.д. Барнаул се намира на същата географска ширина като Хамбург, Дъблин, Ливърпул, Минск, Петропавловск-Камчатски, Samara, Магнитогорск и Едмънтън. Релефът на Барнаул се определя от Приобското плато, върху което е разположен градът, както и от долините на реките Об и Барнаулка. Абсолютната височина варира от 132 – 135 m в близост до устието на река Барнаулка до 230 – 250 m в северната част на града. В южната част на Барнаул се намира вододелът между долините на Об и Барнаулка. Склоновете на долината на река Об са доста стръмни (25 – 60 градуса, нестабилни и податливи на ерозия.

## Население
| 1835    | 1840    | 1856    | 1897    | 1911    | 1923    | 1931    | 1939    |
| ------- | ------- | ------- | ------- | ------- | ------- | ------- | ------- |
| 9100    | 9927    | 10 900  | 21 073  | 52 000  | 69 900  | 83 600  | 148 100 |
| 1956    | 1959    | 1962    | 1967    | 1973    | 1976    | 1979    | 1982    |
| 255 000 | 305 046 | 347 000 | 407 000 | 471 000 | 509 000 | 533 263 | 555 000 |
| 1986    | 1989    | 1992    | 1996    | 1999    | 2001    | 2003    | 2005    |
| 579 000 | 601 800 | 606 200 | 590 000 | 586 200 | 573 300 | 600 700 | 631 200 |
| 2007    | 2009    | 2011    | 2012    | 2013    | 2014    | 2015    | 2016    |
| 600 100 | 596 763 | 612 100 | 621 700 | 629 681 | 632 848 | 635 530 | 635 585 |

## Климат
Барнаул е разположен в зона на континентален климат, със студена зима и топло лято. Средната годишна температура е 2.6 °C.
| Климатични данни за Барнаул           | Климатични данни за Барнаул | Климатични данни за Барнаул | Климатични данни за Барнаул | Климатични данни за Барнаул | Климатични данни за Барнаул | Климатични данни за Барнаул | Климатични данни за Барнаул | Климатични данни за Барнаул | Климатични данни за Барнаул | Климатични данни за Барнаул | Климатични данни за Барнаул | Климатични данни за Барнаул | Климатични данни за Барнаул |
| Месеци                                | яну.                        | фев.                        | март                        | апр.                        | май                         | юни                         | юли                         | авг.                        | сеп.                        | окт.                        | ное.                        | дек.                        | Годишно                     |
| Абсолютни максимални температури (°C) | 5,3                         | 7,4                         | 16,4                        | 32,3                        | 37,4                        | 36,6                        | 37,9                        | 38,3                        | 34,0                        | 27,4                        | 15,3                        | 6,3                         | 38,3                        |
| Средни максимални температури (°C)    | −10,8                       | −8,1                        | −0,6                        | 10,1                        | 20,1                        | 24,3                        | 26,3                        | 24,3                        | 17,7                        | 9,2                         | −2,2                        | −8,5                        | 8,5                         |
| Средни температури (°C)               | −15,5                       | −13,7                       | −6,5                        | 3,8                         | 12,8                        | 17,7                        | 19,9                        | 17,4                        | 11,0                        | 3,8                         | −6,3                        | −12,9                       | 2,6                         |
| Средни минимални температури (°C)     | −20,1                       | −18,7                       | −11,8                       | −1,2                        | 6,5                         | 11,6                        | 14,0                        | 11,6                        | 5,6                         | −0,4                        | −10                         | −17,4                       | −2,5                        |
| Абсолютни минимални температури (°C)  | −48,2                       | −42,9                       | −35,5                       | −27,6                       | −8,8                        | −1,2                        | 2,9                         | 0,4                         | −7,8                        | −27                         | −38,9                       | −43,7                       | −48,2                       |
| Средни месечни валежи (mm)            | 24                          | 18                          | 17                          | 28                          | 40                          | 55                          | 68                          | 44                          | 34                          | 37                          | 37                          | 31                          | 433                         |
| ------------------------------------- | --------------------------- | --------------------------- | --------------------------- | --------------------------- | --------------------------- | --------------------------- | --------------------------- | --------------------------- | --------------------------- | --------------------------- | --------------------------- | --------------------------- | --------------------------- |
| Източник: Погода и Климат             |                             |                             |                             |                             |                             |                             |                             |                             |                             |                             |                             |                             |                             |

## Икономика
В Барнаул са развити много тежки и леки промишлености. Сред водещите отрасли са химическата промишленост, нефтопреработването, машиностроенето и металургията. Градът разполага с 4 ТЕЦ. Има заводи за текстилни и хранителни стоки.

### Транспорт
Градът е важен жп възел и разполага с летище.

## Образование и култура
Барнаул разполага с 5 висши учебни заведения:
- Алтайски държавен университет
- Алтайски държавен технически университет
- Алтайски държавен медицински университет
- Алтайски държавен аграрен университет
- Барнаулски държавен педагогически университет

Градът е и важен културен център в региона, като тук се намират 35 библиотеки, 5 театъра и 3 музея. Има ботанически градина.

## Спорт
ФК „Динамо“ е професионален футболен клуб, основан през 1957 г. Стадионът на клуба е с капацитет 16 000 души. През 2007 г. клубът печели промоция в Руската първа дивизия. Клубът е спонсориран от Алтайския край.

## Побратимени градове
- Байчен, Китай (1992)
- Сарагоса, Испания
- Флагстаф, САЩ
- Шумен, България
- Уст Каменогорск, Казахстан

## Родени в Барнаул
- Алексей Смертин – футболист